# جوزيف إم. وايت
جوزيف إم. وايت هو محامي وسياسي أمريكي، ولد في 10 مايو 1781 في مقاطعة فرانكلن في الولايات المتحدة، وتوفي في 19 أكتوبر 1839 في سانت لويس في الولايات المتحدة.